# Драго Пргомет
Драго Пргомет (хорв. Drago Prgomet; нар. 23 травня 1965, Жераваць) — хорватський лікар-оториноларинголог, кандидат медичних наук, викладач, політик, заступник голови Хорватської демократичної співдружності, депутат Сабору у 2003—2007 і 2015—2017 рр., завідувач відділення вуха, носа і горла та хірургії голови і шиї Загребського клінічного лікувального центру, завідувач кафедри оториноларингології з аудіологією і фоніатрією медичного факультету Загребського університету.
З 18 квітня 2019 р. — голова міської скупщини Загреба.

## Ранні роки та освіта
Народився 23 травня 1965 року в маленькому селі Жераваць коло Дервенти (Боснія і Герцеговина). Має 6 братів і сестер. У шестирічному віці втратив батька. Його мати надалі ростила дітей сама. Попри це сім'я не відчувала нестатків. Як він, так і його брати та сестри заробляли, працюючи влітку. Майже всі вони здобули вищу освіту.
1990 року закінчив медичний факультет Баня-Луцького університету, після чого продовжив навчання в аспірантурі Загребського університету. Окрім десятків професійних і наукових праць у галузі медицини, випустив книжку історій із хорватської війни за незалежність, у якій він брав активну участь — «Збирачі осколків» (хорв. Sakupljači gelera).

## Політика
У політику прийшов 1996 року як член консервативної партії ХДС. 2003 року обраний до складу хорватського парламенту за списком ХДС. На 15-х Загальних зборах ХДС, що відбулися 25 травня 2012 р., обраний заступником голови партії. Свою кандидатуру на посаду заступника голови висунув разом із кандидатурою Мілана Куюнджича на пост керівника партії, якого він підтримував і який протистояв Томіславу Карамарку.
Після цих партійних зборів Пргомет і новообраний голова Карамарко не зуміли встановити добрі відносини, навіть не спілкувалися, що обернулося відставкою Пргомета з посади заступника голови партії 27 лютого 2015 року, а також виходом із самої партії.
У вересні 2015 року вступив у «Міст незалежних списків». Обраний депутатом за списком цієї партії на парламентських виборах 2015 р., отримавши більш ніж 20 тис. голосів у порядку рейтингового голосування. 11 листопада 2015 р. виключений із партії за проведення приватних переговорів із прем'єр-міністром Зораном Мілановичем без відома інших членів партійного керівництва. 22 листопада 2015 р. оголосив про заснування нової політичної партії під назвою «Хорватська ініціатива діалогу» (хорв. Hrvatska inicijativa za dijalog) — скорочено «HRID», що хорватською може означати «острівець». Пргомет заявив, що новостворена партія буде і далі підтримувати «Міст незалежних списків». Раніше «HRID» діяв як громадське об'єднання. Установчі збори пройшли у Спілці журналістів Хорватії.
На засіданні Високого суду честі ХДС 1 вересня 2016 р. ухвалено рішення про повернення у партію Мілана Куюнджича та нинішнього голови партії «HRID» Драго Пргомета. На місцевих виборах у Хорватії 2017 р. висунутий кандидатом від ХДС на посаду мера Загреба, де в першому турі посів лише п'яте місце з 18 478 голосами, що становило 5,60% від загальної чисельності тих, які проголосували.
На 22-й сесії Загребської міської ради, що відбулася 18 квітня 2019 р., обраний головою міської ради.